# Przekolno (przystanek kolejowy)
Przekolno – zlikwidowany przystanek kolejowy w Przekolnie na linii kolejowej Strzelce Krajeńskie – Lubiana, w województwie zachodniopomorskim.